# Alemania en los Juegos Olímpicos de Atlanta 1996
Alemania estuvo representada en los Juegos Olímpicos de Atlanta 1996 por un total de 465 deportistas que compitieron en 26 deportes.  
El portador de la bandera en la ceremonia de apertura fue el esgrimidor Arnd Schmitt.

## Medallistas
El equipo olímpico alemán obtuvo las siguientes medallas:
| Atleta | Deporte               | Competición                    |
| --- | --------------------- | ------------------------------ |
| Oro |                       |                                |
| Lars Riedel | Atletismo             | Disco M                        |
| Astrid Kumbernuss | Atletismo             | Peso F                         |
| Ilke Wyludda | Atletismo             | Disco F                        |
| Jens Fiedler | Ciclismo en pista     | Velocidad ind. M               |
| Andreas Wecker | Gimnasia artística    | Barra fija M                   |
| Isabell Werth (Gigolo) | Hípica                | Doma ind.                      |
| Klaus Balkenhol (Goldstern) Monica Theodorescu (Grunox) Martin Schaudt (Durgo) Isabell Werth (Gigolo)                                      | Hípica                | Doma por eqs.                  |
| Ulrich Kirchhoff (Jus de Pommes) | Hípica                | Saltos ind.                    |
| Ludger Beerbaum (Ratina) Ulrich Kirchhoff (Jus de Pommes) Lars Nieberg (For Pleasure) Franke Sloothaak (Joly)                              | Hípica                | Saltos por equipo              |
| Udo Quellmalz | Judo                  | –65 kg M                       |
| Kay Bluhm Torsten Gutsche | Piragüismo            | K2 500 m M                     |
| Detlef Hofmann Thomas Reineck Olaf Winter Mark Zabel                                                                                       | Piragüismo            | K4 1000 m M                    |
| Andreas Dittmer Gunar Kirchbach | Piragüismo            | C2 1000 m M                    |
| Birgit Fischer Manuela Mucke Anett Schuck Ramona Portwich                                                                                  | Piragüismo            | K4 500 m F                     |
| Oliver Fix | Piragüismo en eslalon | K1 M                           |
| Andreas Hajek André Steiner Stephan Volkert André Willms                                                                                   | Remo                  | Cuatro scull (M4X) M           |
| Kathrin Boron Kerstin Köppen Katrin Rutschow Jana Sorgers                                                                                  | Remo                  | Cuatro scull (W4X) F           |
| Ralf Schumann | Tiro                  | Pistola rápida de fuego 25 m M |
| Christian Klees | Tiro                  | Rifle 50 m M                   |
| Thomas Flach Bernd Jäkel Jochen Schümann                                                                                                   | Vela                  | Soling M                       |
| Plata |                       |                                |
| Frank Busemann | Atletismo             | Decatlón M                     |
| Oktay Urkal | Boxeo                 | Welter ligero (64 kg) M        |
| Marc Huster | Halterofilia          | 83 kg M                        |
| Ronny Weller | Halterofilia          | +108 kg M                      |
| Thomas Zander | Lucha grecorromana    | 82 kg M                        |
| Sandra Völker | Natación              | 100 m libre F                  |
| Franziska van Almsick | Natación              | 200 m libre F                  |
| Dagmar Hase | Natación              | 400 m libre F                  |
| Dagmar Hase | Natación              | 800 m libre F                  |
| Dagmar Hase Kerstin Kielgass Franziska van Almsick Sandra Völker                                                                           | Natación              | 4 × 200 m libre F              |
| Kay Bluhm Torsten Gutsche | Piragüismo            | K2 1000 m M                    |
| Birgit Fischer Ramona Portwich | Piragüismo            | K2 500 m F                     |
| Roland Baar Wolfram Huhn Detlef Kirchhoff Mark Kleinschmidt Frank Richter Thorsten Streppelhoff Ulrich Viefers Marc Weber Peter Thiede (t) | Remo                  | Ocho con timonel (M8+) M       |
| Jan Hempel | Saltos                | Plataforma 10 m M              |
| Annika Walter | Saltos                | Plataforma 10 m F              |
| Petra Horneber | Tiro                  | Rifle de aire 10 m F           |
| Susanne Kiermayer | Tiro                  | Doble foso F                   |
| Barbara Mensing Sandra Wagner Cornelia Pfohl                                                                                               | Tiro con arco         | Equipo F                       |
| Bronce |                       |                                |
| Florian Schwarthoff | Atletismo             | 110 m con vallas M             |
| Andrej Tiwontschik | Atletismo             | Salto con pértiga M            |
| Grit Breuer Linda Kisabaka Uta Rohländer Anja Rücker                                                                                       | Atletismo             | 4 × 400 m F                    |
| Zoltan Lunka | Boxeo                 | Mosca (51 kg) M                |
| Thomas Ulrich | Boxeo                 | Semipesado (81 kg) M           |
| Luan Krasniqi | Boxeo                 | Pesado (91 kg) M               |
| Judith Arndt | Ciclismo en pista     | Persecución ind. F             |
| Sabine Bau Anja Fichtel-Mauritz Monika Weber                                                                                               | Esgrima               | Florete por eqs. F             |
| Oliver Caruso | Halterofilia          | 91 kg M                        |
| Richard Trautmann | Judo                  | –60 kg M                       |
| Marko Spittka | Judo                  | –86 kg M                       |
| Frank Möller | Judo                  | +95 kg M                       |
| Johanna Hagn | Judo                  | +72 kg F                       |
| Maik Bullmann | Lucha grecorromana    | 90 kg M                        |
| Arawat Sabejew | Lucha libre           | 100 kg M                       |
| Mark Warnecke | Natación              | 100 m braza M                  |
| Mark Pinger Christian Tröger Bengt Zikarsky Björn Zikarsky                                                                                 | Natación              | 4 × 100 m libre M              |
| Aimo Heilmann Christian Keller Christian Tröger Steffen Zesner                                                                             | Natación              | 4 × 200 m libre M              |
| Sandra Völker | Natación              | 50 m libre F                   |
| Dagmar Hase | Natación              | 200 m libre F                  |
| Cathleen Rund | Natación              | 200 m espalda F                |
| Antje Buschschulte Simone Osygus Franziska van Almsick Sandra Völker                                                                       | Natación              | 4 × 100 m libre F              |
| Thomas Becker | Piragüismo en eslalon | K1 M                           |
| André Ehrenberg Michael Senft | Piragüismo en eslalon | C2 M                           |
| Thomas Lange | Remo                  | Scull ind. (M1X) M             |
| MarCKevin Goellner David Prinosil | Tenis                 | Dobles M                       |
| Jörg Rosskopf | Tenis de mesa         | Individual M                   |